# Félix Gaffiot
Félix Gaffiot est un philologue et professeur français, né le 27 septembre 1870 à Liesle, mort le 2 novembre 1937 à Besançon. Il est l'auteur d'un dictionnaire latin-français de référence, le Gaffiot.

## Biographie
Félix Gaffiot naît à Liesle, dans la vallée de la Loue. Il est fils d'un instituteur et d'une secrétaire de mairie. Orphelin de père à 13 ans, il entre au lycée de Pontarlier grâce à une bourse municipale. Bachelier en sciences et lettres, il hésite à préparer le concours d'admission à l'école Polytechnique, mais s'oriente finalement vers une licence en lettres. Il obtient son premier poste de professeur à Pont-à-Mousson, tout en préparant l'agrégation de lettres (qu'il décroche en 1898). Il enseigne ensuite durant une douzaine d'années dans le Massif central, au Puy-en-Velay et à Clermont-Ferrand. Il mène des études sur les règles de la grammaire latine, qu'il considère comme « absolues et conventionnelles » et, en 1906, soutient une thèse de doctorat sur l'apprentissage du latin, puis devient professeur en Sorbonne. 
Dès 1910, Félix Gaffiot développe ses idées pédagogiques dans sa Méthode de langue latine. Il soutient qu'il est nécessaire de partir du latin pour arriver au français. Ses travaux sont interrompus par la guerre de 1914 et sa mobilisation comme officier auxiliaire de santé dans l’Argonne. Par la suite, Gaffiot s'intéresse à la peinture et étudie dans une École des beaux-arts[réf. souhaitée].
À la suite de désaccords avec ses collègues, Félix Gaffiot quitte la Sorbonne en 1927, alors que sa titularisation était proche. Il trouve un nouveau poste à l'université de Besançon. Il est ensuite nommé doyen de la faculté des lettres le 19 juillet 1933 et renouvelé dans ses fonctions en 1936. Il prend sa retraite de l'université en octobre 1937.
Félix Gaffiot est mort en novembre 1937, moins d'un mois après la date officielle de sa mise à la retraite, des suites d'un accident de voiture survenu le 31 octobre près de Mouchard, et après lequel il avait été transporté à Besançon ; il repose dans le cimetière de son village natal. Il laisse l'image d'un professeur humaniste et exigeant.
Un collège porte son nom à Quingey ainsi que des rues à Besançon et à Liesle.

## LeGaffiot
En 1923, l'éditeur Hachette confie à Félix Gaffiot la mission de créer un dictionnaire latin-français, rapidement surnommé Le Gaffiot. Après rédaction de milliers de fiches, l'ouvrage paraît enfin en 1934. Il se distingue par ses illustrations et par sa netteté typographique. Depuis, il est régulièrement réimprimé, en version complète ou abrégée. Une nouvelle édition complétée et modernisée paraît en 2001. Une nouvelle édition revue et augmentée paraît en 2016. 

## Distinction
- Chevalier de la Légion d'honneur (1932[9]).